# Kabinett Woidke I
Das Kabinett Woidke bildete vom 28. August 2013 bis zum 5. November 2014 die Landesregierung von Brandenburg. Es folgte auf das Kabinett Platzeck III, dessen Amtszeit gemäß Art. 85 Abs. 1 der Landesverfassung mit dem Rücktritt des Ministerpräsidenten Matthias Platzeck (SPD) endete. Der bisherige Innenminister Dietmar Woidke (SPD) wurde am 28. August 2013 vom Landtag zum dritten Ministerpräsidenten des Landes Brandenburg gewählt und ernannte am selben Tag die Ministerinnen und Minister seines Kabinetts. Die Koalition von SPD und Die Linke wurde fortgeführt. Die einzige Veränderung in der Ministerriege betraf das Innenressort: Als Nachfolger von Dietmar Woidke übernahm der bisherige Vorsitzende der SPD-Landtagsfraktion Ralf Holzschuher (SPD) die Leitung des Ministeriums des Innern.
Nach der Landtagswahl in Brandenburg 2014 kam es zu einer Fortsetzung der „rot-roten“ Koalition. Die Regierung wurde aber auf mehreren Positionen zum Kabinett Woidke II umgebildet.

## Kabinett
| Amt oder Ressort                         | Bild                                   | Name                                       | Partei    | Partei                                   | Staatssekretäre | Partei            |
| ---------------------------------------- | -------------------------------------- | ------------------------------------------ | --------- | ---------------------------------------- | --- | ----------------- |
| Ministerpräsident                        |                                        | Dietmar Woidke                             |           | SPD                                      | Albrecht Gerber (Chef der Staatskanzlei) Tina Fischer (Bevollmächtigte des Landes Brandenburg beim Bund, bis 1. Oktober 2014) Rainer Bretschneider (Flughafenkoordinator der Landesregierung) | SPD SPD parteilos |
| Stellvertretender Ministerpräsident      |                                        | Helmuth Markov                             |           | Die Linke                                | |                   |
| Inneres                                  |                                        | Ralf Holzschuher                           |           | SPD                                      | Rudolf Zeeb | SPD               |
| Finanzen                                 |                                        | Helmuth Markov (bis 21. Januar 2014)       |           | Die Linke                                | Daniela Trochowski | Die Linke         |
| Finanzen                                 | Christian Görke (seit 21. Januar 2014) |                                            |           | Die Linke                                | Daniela Trochowski | Die Linke         |
| Justiz                                   |                                        | Volkmar Schöneburg (bis 14. Dezember 2013) | Die Linke | Ronald Pienkny                           | parteilos |                   |
| Justiz                                   | Helmuth Markov (seit 21. Januar 2014)  |                                            | Die Linke | Ronald Pienkny                           | parteilos |                   |
| Wirtschaft und Europaangelegenheiten     |                                        | Ralf Christoffers                          | Die Linke | Henning Heidemanns (bis 31. Januar 2014) | parteilos |                   |
| Arbeit, Soziales, Frauen und Familie     |                                        | Günter Baaske                              |           | SPD                                      | Wolfgang Schroeder (bis 31. Januar 2014) | parteilos         |
| Umwelt, Gesundheit und Verbraucherschutz |                                        | Anita Tack                                 |           | Die Linke                                | Almuth Hartwig-Tiedt | Die Linke         |
| Bildung, Jugend und Sport                |                                        | Martina Münch                              |           | SPD                                      | Burkhard Jungkamp | parteilos         |
| Wissenschaft, Forschung und Kultur       |                                        | Sabine Kunst                               |           | parteilos                                | Martin Gorholt | SPD               |
| Infrastruktur und Landwirtschaft         |                                        | Jörg Vogelsänger                           |           | SPD                                      | Kathrin Schneider | parteilos         |